# Fortune Global 500
Global Fortune 500 é uma classificação das 500 maiores corporações em todo o mundo, conforme medido por sua receita. A lista é compilada e publicada anualmente pela revista Fortune.
Até 1989, a classificação listava apenas corporações industriais fora dos Estados Unidos, sob o título de "International 500", enquanto o Fortune 500 continha e ainda contém exclusivamente as corporações norte-americanas. Em 1990, as empresas americanas foram adicionados para compilar uma lista verdadeiramente global das principais corporações industriais classificadas por suas vendas. Em 2005, mais de 450 deles tinham sede na Europa (195), Estados Unidos (176) e Japão (80).
Desde 1995, a lista tem a sua forma atual, listando também as maiores corporações financeiras e prestadores de serviços pela receita.

## Lista de 2015
Este é o top 100 como publicado em julho de 2015. É com base no ano fiscal das empresas terminou em ou antes de 31 de março de 2015.
| Classificação | Companhia                            | País                         | Campo                |
| ------------- | ------------------------------------ | ---------------------------- | -------------------- |
| 1             | Walmart                              | Estados Unidos               | Varejo               |
| 2             | Sinopec                              | China                        | Petróleo             |
| 3             | Royal Dutch Shell                    | Países Baixos · Reino Unido† | Petróleo             |
| 4             | China National Petroleum Corporation | China                        | Petróleo             |
| 5             | ExxonMobil                           | Estados Unidos               | Petróleo             |
| 6             | BP                                   | Reino Unido                  | Petróleo             |
| 7             | State Grid Corporation               | China                        | Energia              |
| 8             | Volkswagen                           | Alemanha                     | Automóveis           |
| 9             | Toyota                               | Japão                        | Automóveis           |
| 10            | Glencore                             | Suíça · Reino Unido          | Mineração            |
| 11            | Total                                | França                       | Petróleo             |
| 12            | Chevron                              | Estados Unidos               | Energia              |
| 13            | Samsung                              | Coreia do Sul                | Eletrônicos          |
| 14            | Berkshire Hathaway                   | Estados Unidos               | Conglomerado         |
| 15            | Apple                                | Estados Unidos               | Eletrônicos          |
| 16            | McKesson Corporation                 | Estados Unidos               | Farmacêuticos        |
| 17            | Daimler                              | Alemanha                     | Automóveis           |
| 18            | Industrial & Comercial Bank of China | China                        | Banco/Investimentos  |
| 19            | Exor                                 | Itália                       | Conglomerado         |
| 20            | AXA                                  | França                       | Seguros              |
| 21            | General Motors                       | Estados Unidos               | Automóveis           |
| 22            | E.ON                                 | Alemanha                     | Gás natural          |
| 23            | ConocoPhillips                       | Estados Unidos               | Petróleo             |
| 24            | General Electric                     | Estados Unidos               | Conglomerado         |
| 25            | ENI                                  | Itália                       | Petróleo             |
| 26            | Gazprom                              | Rússia                       | Petróleo             |
| 27            | Ford                                 | Estados Unidos               | Automóveis           |
| 28            | Petrobras                            | Brasil                       | Petróleo             |
| 29            | China Construction Bank              | China                        | Banco/Investimentos  |
| 30            | CVS Health                           | Estados Unidos               | Farmacêuticos        |
| 31            | Foxconn                              | Taiwan                       | Eletrônicos          |
| 32            | Allianz                              | Alemanha                     | Seguros              |
| 33            | AT&T                                 | Estados Unidos               | Telecomunicações     |
| 34            | Valero Energy                        | Estados Unidos               | Petróleo             |
| 35            | UnitedHealth Group                   | Estados Unidos               | Saúde                |
| 36            | Agricultural Bank of China           | China                        | Banco/Investimentos  |
| 37            | China State Construction Engineering | China                        | Construção           |
| 38            | Japan Post Holdings                  | Japão                        | Diversificado        |
| 39            | PDVSA                                | Venezuela                    | Petróleo             |
| 40            | Trafigura                            | Países Baixos                | Mineração            |
| 41            | Verizon Communications               | Estados Unidos               | Telecomunicações     |
| 42            | BNP Paribas                          | França                       | Banco/Investimentos  |
| 43            | LUKoil                               | Rússia                       | Petróleo             |
| 44            | Honda                                | Japão                        | Automóveis           |
| 45            | Bank of China                        | China                        | Banco/Investimentos  |
| 46            | AmerisourceBergen                    | Estados Unidos               | Farmacêuticos        |
| 47            | Pemex                                | México                       | Petróleo             |
| 48            | Assicurazioni Generali               | Itália                       | Seguros              |
| 49            | Société Générale                     | França                       | Serviços financeiros |
| 50            | Fannie Mae                           | Estados Unidos               | Banco/Investimentos  |
| 51            | Rosneft                              | Rússia                       | Petróleo             |
| 52            | Costco                               | Estados Unidos               | Varejo               |
| 53            | Hewlett-Packard                      | Estados Unidos               | Eletrônicos          |
| 54            | Kroger                               | Estados Unidos               | Varejo               |
| 55            | China Mobile                         | China                        | Telecomunicações     |
| 56            | BMW                                  | Alemanha                     | Automóveis           |
| 57            | SK Group                             | Coreia do Sul                | Conglomerado         |
| 58            | Crédit Agricole                      | França                       | Banco de Varejo      |
| 59            | Nissan                               | Japão                        | Automóveis           |
| 60            | SAIC Motors                          | China                        | Automóveis           |
| 61            | JPMorgan Chase                       | Estados Unidos               | Seguros              |
| 62            | Tesco                                | Reino Unido                  | Varejo               |
| 63            | Siemens                              | Alemanha                     | Telecomunicações     |
| 64            | Carrefour                            | França                       | Varejo               |
| 65            | Nippon Telegraph and Telephone       | Japão                        | Telecomunicações     |
| 66            | Express Scripts                      | Estados Unidos               | Saúde\Farmacêuticos  |
| 67            | Grupo Santander                      | Espanha                      | Banco/Investimentos  |
| 68            | Petronas                             | Malásia                      | Petróleo             |
| 69            | Enel                                 | Itália                       | Gás natural          |
| 70            | Nestlé                               | Suíça                        | Alimentícios         |
| 71            | China Railway Group                  | China                        | Construção           |
| 72            | CNOOC                                | China                        | Petróleo             |
| 73            | Engie                                | França                       | Gás natural          |
| 74            | Prudential                           | Reino Unido                  | Serviços financeiros |
| 75            | Statoil                              | Noruega                      | Petróleo             |
| 76            | BASF                                 | Alemanha                     | Químicos             |
| 77            | Noble Group                          | Hong Kong                    | Conglomerado         |
| 78            | Électricité de France                | França                       | Eletricidade         |
| 79            | China Railway Construction           | China                        | Construção           |
| 80            | Bank of America                      | Estados Unidos               | Banco/Investimentos  |
| 81            | HSBC                                 | Reino Unido                  | Banco de Varejo      |
| 82            | IBM                                  | Estados Unidos               | Eletrônicos          |
| 83            | Marathon Oil                         | Estados Unidos               | Petróleo             |
| 84            | Cardinal Health                      | Estados Unidos               | Farmacêuticos        |
| 85            | Boeing                               | Estados Unidos               | Aeroespacial         |
| 86            | Citigroup                            | Estados Unidos               | Banco/Investimentos  |
| 87            | China Development Bank               | China                        | Banco/Investimentos  |
| 88            | Amazon.com                           | Estados Unidos               | Varejo               |
| 89            | Hitachi                              | Japão                        | Conglomerado         |
| 90            | Wells Fargo                          | Estados Unidos               | Banco/Investimentos  |
| 91            | ING Group                            | França                       | Banco/Investimentos  |
| 92            | JX Holdings                          | Japão                        | Petróleo/Mineração   |
| 93            | PTT Public Company Limited           | Tailândia                    | Petróleo             |
| 94            | China Life Insurance                 | China                        | Seguro               |
| 95            | Microsoft                            | Estados Unidos               | Eletrônicos          |
| 96            | Ping An                              | China                        | Seguros              |
| 97            | Metro AG                             | Alemanha                     | Varejo               |
| 98            | Legal & General                      | Reino Unido                  | Serviços financeiros |
| 99            | Hyundai                              | Coreia do Sul                | Automóveis           |
| 100           | Procter & Gamble                     | Estados Unidos               | Bens de consumo      |

† Enquanto a Fortune lista a Shell como uma companhia holandesa, a empresa em si afirma que é holandesa e britânica.

### Companhias por país
Essa é classificação dos 10 países com mais companhias listadas no Global 500.
| Classificação | País           | Companhias |
| ------------- | -------------- | ---------- |
| 1             | Estados Unidos | 128        |
| 2             | China          | 98         |
| 3             | Japão          | 54         |
| 4             | França         | 31         |
| 5             | Reino Unido    | 29         |
| 6             | Alemanha       | 28         |
| 7             | Coreia do Sul  | 17         |
| 8             | Países Baixos  | 13         |
| 9             | Suíça          | 12         |
| 10            | Canadá         | 11         |

### Companhias por área metropolitana
Essa é a classificação das cidades e áreas metropolitanas com mais companhias como determinado pela Fortune na lista de 2011. As áreas metropolitanas com pelo menos três companhias na Global 500 estão listadas. A lista de 2011 não inclui a lista de cidades classificadas pela Fortune 500.
| Posição | Cidade                    | País           | Número de companhias na Global 500 | Receitas da Global 500 $ milhões | Number of Global 500 companies (Metro) | Global 500 receitas $ milhões (Metro) |
| ------- | ------------------------- | -------------- | ---------------------------------- | -------------------------------- | -------------------------------------- | ------------------------------------- |
| 1       | Beijing                   | China          | 52                                 | $2.222.366                       | 41                                     | $2.222.366                            |
| 2       | Tóquio                    | Japão          | 43                                 | $2.268.640                       | 49                                     | $2.430.053                            |
| 3       | Paris                     | França         | 19                                 | $1.285.432                       | 31                                     | $1.952.812                            |
| 3       | Londres                   | Reino Unido    | 19                                 | $1.170.270                       | 22                                     | $1.366.389                            |
| 5       | Nova York                 | Estados Unidos | 17                                 | $955.291                         | 27                                     | $1.535.321                            |
| 6       | Seul                      | Coreia do Sul  | 13                                 | $640.586                         | 13                                     | $660.149                              |
| 7       | Houston                   | Estados Unidos | 9                                  | $377,702                         | 6                                      | $377,702                              |
| 8       | Zurique                   | Suíça          | 8                                  | $221.818                         | 10                                     | $438.811                              |
| 9       | Hong Kong                 | China          | 7                                  | $141.495                         | 7                                      | $252.227                              |
| 9       | Osaka                     | Japão          | 7                                  | $376.607                         | 10                                     | $422.112                              |
| 9       | Xangai                    | China          | 7                                  | $165,751                         | 5                                      | $165,751                              |
| 12      | Toronto                   | Canadá         | 6                                  | $197.294                         | 9                                      | $241.303                              |
| 13      | Mumbai                    | Índia          | 5                                  | $207.156                         | 6                                      | $207.156                              |
| 13      | Moscou                    | Rússia         | 5                                  | $348.084                         | 6                                      | $348.084                              |
| 13      | Madrid                    | Espanha        | 5                                  | $323.345                         | 6                                      | $323.345                              |
| 16      | Amsterdã                  | Países Baixos  | 4                                  | $261.933                         | 12                                     | $885.156                              |
| 16      | Munique                   | Alemanha       | 4                                  | $386.355                         | 4                                      | $386.355                              |
| 16      | Atlanta                   | Estados Unidos | 4                                  | $184.416                         | 4                                      | $184.416                              |
| 16      | Chicago                   | Estados Unidos | 4                                  | $87.535                          | 9                                      | $361.287                              |
| 16      | Taipei                    | Taiwan         | 4                                  | $90.537                          | 7                                      | $260.966                              |
| 16      | Roma                      | Itália         | 4                                  | $283.454                         | 4                                      | $283.454                              |
| 16      | Essen (megalópole renana) | Alemanha       | 4                                  | $173.644                         | 12                                     | $680.567                              |
| 16      | Bruxelas                  | Bélgica        | 4                                  | $144.833                         | 5                                      | $181.130                              |
| 16      | Frankfurt                 | Alemanha       | 4                                  | $140.929                         | 6                                      | $191.255                              |
| 16      | São Paulo                 | Brasil         | 4                                  | $135.406                         | 4                                      | $135.406                              |
| 24      | Stuttgart                 | Alemanha       | 3                                  | $213.108                         | 3                                      | $213.108                              |
| 24      | Cidade do México          | México         | 3                                  | $169.776                         | 3                                      | $169.776                              |
| 24      | Milão                     | Itália         | 3                                  | $109.943                         | 3                                      | $109.943                              |
| 24      | Filadélfia                | Estados Unidos | 3                                  | $94.643                          | 5                                      | $205.330                              |
| -       | Washington D.C.           | Estados Unidos | 2                                  | $220.877                         | 6                                      | $398.601                              |
| -       | São Francisco             | Estados Unidos | 2                                  | $205.333                         | 10                                     | $773.782                              |
| -       | Mineápolis                | Estados Unidos | 2                                  | $87.908                          | 7                                      | $321.799                              |
| -       | Melbourne                 | Austrália      | 2                                  | $74.849                          | 4                                      | $137.474                              |
| -       | Sydney                    | Austrália      | 2                                  | $70.992                          | 3                                      | $116.614                              |
| -       | Hanôver                   | Alemanha       | 2                                  | $56.589                          | 3                                      | $224.630                              |
| -       | Los Angeles               | Estados Unidos | 2                                  | $54.614                          | 5                                      | $151.368                              |
| -       | Nagoya                    | Japão          | 2                                  | $47.669                          | 5                                      | $332.347                              |
| -       | Detroit                   | Estados Unidos | 1                                  | $135.592                         | 3                                      | $306.492                              |
| -       | Dallas                    | Estados Unidos | 1                                  | $124.629                         | 5                                      | $542.068                              |
| -       | Seattle                   | Estados Unidos | 1                                  | $34.204                          | 3                                      | $174.634                              |
| -       | Boston                    | Estados Unidos | 1                                  | $33.193                          | 5                                      | $201.276                              |